# ガブリエル・モウラ
ガブリエル・モウラ（葡: Gabriel Moura）は、ブラジルの歌手兼ギタリスト。
1967年から1968年頃にリオデジャネイロで生まれたとされている。祖父は音楽教師でクラリネット奏者、叔父はサックス／クラリネット奏者のパウロ・モウラという音楽一族のなかで育った。13歳からバーでギターの弾き語りを始め、リオデジャネイロ州立大学で演劇グループの音楽監督をしていた頃、生徒のセウ・ジョルジなどと、ファロファ・カリオカを結成。ファロファ・カリオカはセウ・ジョルジの脱退で自然消滅していったが、ガブリエル・モウラは2006年、単独アルバムの「ブラジス」を発表した。

## ディスコグラフィー

### アルバム
- 2006: Brasis
- 2013: Karaokê Tupi 2
- 2014: Karaokê Tupi 2 - Edição Especial